# روبرتو إدواردو كاربوني
روبرتو إدواردو كاربوني (بالإسبانية: Roberto Carboni)‏ هو لاعب كرة قدم أرجنتيني في مركز الوسط، ولد في 8 أبريل 1985 في مدينة برنال في الأرجنتين. لعب مع إنديبندينتي ونادي ميلغار أريكيبا وناسيونال بوتوسي.

## وصلات خارجية
- روبرتو إدواردو كاربوني على موقع قاعدة بيانات كرة القدم.إي يو (الإنجليزية)
- روبرتو إدواردو كاربوني على موقع Soccerway.com (الإنجليزية)